# Сікорські (герб)
Сікорські І (пол.Sikorski І, Cietrzew odmienny) − шляхетський герб кашубського походження, різновид герба Тетерук.

## Опис герба
Опис з використанням принципів блазонування, запропонованих Альфредом Знамієровським:
В червоному полі чорний тетерук на зеленій тригорі. Клейнод: золотий півмісяць з двома такими ж зірками в пояс між рогами. Намет червоний, підбитий сріблом.

## Найбільш ранні згадки
Герб вперше згадується у гербовниках Сєбмахера і Островського (Księga herbowa rodów polskich).

## Роди
Сікорські (Sikorski, Schikorski, Sicorsky, Sikorsky, Sykorski, Sykorsky).
Сікорські з Кашубії переважно вживали герб тетеруком. З таким гербом вони отривали визнання в Царстві Польському. Герб Сікорський І це варіант герба Тетерів, який розмістив у себе Сєбмахер, і повторив Островський. Існували й інші герби, що вживав цей рід, що виникли, як різновиди основного герба: Сікорські ІІ, Сікорські ІІІ, Сікорські IV і Сікорські V.